# Jack Tworkov
Jack Tworkov (1900 – 1982) fue un pintor expresionista abstracto estadounidense de origen polaco. 
Nació en Biała Podlaska, Imperio ruso y emigró a los Estados Unidos cuando tenía trece años de edad. Tworkov estudió en la Universidad de Columbia así como en la Academia Nacional de Dibujo. Durante la época de la Depresión, Tworkov conoció a Willem de Kooning, y juntos, con un grupo de otros expresionistas abstractos como Arshile Gorky, Mark Rothko y Jackson Pollock, fundaron la Escuela de Nueva York. En vida, Tworkov enseñó en varias instituciones, incluyendo la Universidad Americana, Black Mountain College, Queens College, Instituto Pratt, Universidad de Minnesota, y la Universidad de Yale donde fue nombrado presidente del Departamento de Arte desde 1963 hasta 1969. 
Tworkov está considerado como uno de los «pintores de acción» del Expresionismo abstracto de los años cuarenta y cincuenta (tales como Franz Kline y Willem de Kooning). La principal obra de este periodo se caracteriza por el uso de pinceladas gestuales. Sin embargo, su obra posterior de los sesenta se caracteriza por líneas rectas y dibujos geométricos.
Murió en 1982 en Provincetown, Massachusetts.